# Château de Montbriand
 (avril 2015).
Si vous disposez d'ouvrages ou d'articles de référence ou si vous connaissez des sites web de qualité traitant du thème abordé ici, merci de compléter l'article en donnant les références utiles à sa vérifiabilité et en les liant à la section « Notes et références ».
Le château de Montbrian est un château du XVIIe siècle situé à Messimy-sur-Saône dans le département de l'Ain et la région Auvergne-Rhône-Alpes.
Il fait l’objet d’une inscription au titre des monuments historiques par arrêté du 23 janvier 1989.

## Étymologie
En août 1756, Montbrian est érigé en comté en faveur du sieur Daniel Leviste de Briandas, chevalier d'honneur au parlement des Dombes. Ils associèrent les noms de Mondemange à Briandas pour former Mont-Brian.

## Situation
Le château est situé dans le département français de l'Ain sur la commune de Messimy-sur-Saône.

## Histoire
Ce fief appelé autrefois Mondemangue apparaît pour la première fois sur des documents en 1403, mais est certainement beaucoup plus ancien[réf. nécessaire].

### Famille Leviste de Briandas
Il fut la propriété de la famille Leviste de Briandas pendant plusieurs siècles[Combien ?]. Cette famille, qui possédait beaucoup de fermes dans la région ainsi que dans le département du Rhône, avait un fief avec une maison forte à Chaleins et un moulin.
Le château construit par J. Leviste de Briandas vers 1690, à l'emplacement de l'ancienne maison forte de Mondemangue, est de style Renaissance.
La chapelle qui jouxte l'aile gauche fut construite en 1749 et bénie sous le vocable de saint François de Sales par le révérend père Étienne Cholier, en 1750.
Toujours en 1750, une glacière est construite par Gaiard, maçon de Messimy. Les ruines de celle-ci existent encore. Elle fut remplie pour la première fois le 5 janvier 1751 par plusieurs dizaines de tombereaux de glace pris dans l'étang à côté.